# Diana Torrieri
Diana Torrieri, pseudonimo di Angela Torrieri (Canosa di Puglia, 13 agosto 1913 – Roma, 26 marzo 2007), è stata un'attrice italiana.
Fu eminentemente attrice teatrale e radiofonica, mentre nel cinema apparve solo in quattro pellicole.

## Biografia
Diana Torrieri iniziò la sua attività di attrice nei primi anni trenta nella Compagnia di Paola Borboni, con la quale intraprese una lunga tournée negli Stati Uniti. Negli anni seguenti lavorò nelle Compagnie di Anton Giulio Bragaglia e Memo Benassi.
Durante la guerra, nel 1943, fece parte del Partito d'Azione svolgendo l'attività di staffetta, rimanendo anche ferita durante la Liberazione di Milano, proprio mentre si trovava nei pressi del Piccolo Teatro, dove lavorava a uno spettacolo.
Nel dopoguerra, sopravvissuta a un tentativo di suicidio nel 1949, riprese la sua attività, lavorando in opere classiche e moderne con Vittorio Gassman e con Tino Carraro, sino all'abbandono delle scene negli anni ottanta. Nel 1991 le venne concesso un vitalizio previsto dalla Legge Bacchelli. Morì nel 2007 all'età di 93 anni.

## Teatro
- Giorno di nozze, di Édouard Bourdet, Milano, Teatro Nuovo, 9 giugno 1944.
- La vedova scaltra di Carlo Goldoni, regia di Luigi Squarzina, prima al Teatro Valle di Roma il 27 maggio 1951.
- Un uomo da nulla di Luigi Candoni, regia di Gianfranco De Bosio, Compagnia del Teatro Stabile di Venezia di Diana Torrieri, 30 maggio 1953, Teatro la Fenice di Venezia.
- La duchessa di Urbino, di Lope de Vega, regia di Ruggero Jacobbi, Ostia Antica, Teatro Romano, 16 luglio 1967.

## Prosa radiofonica
- Eiar

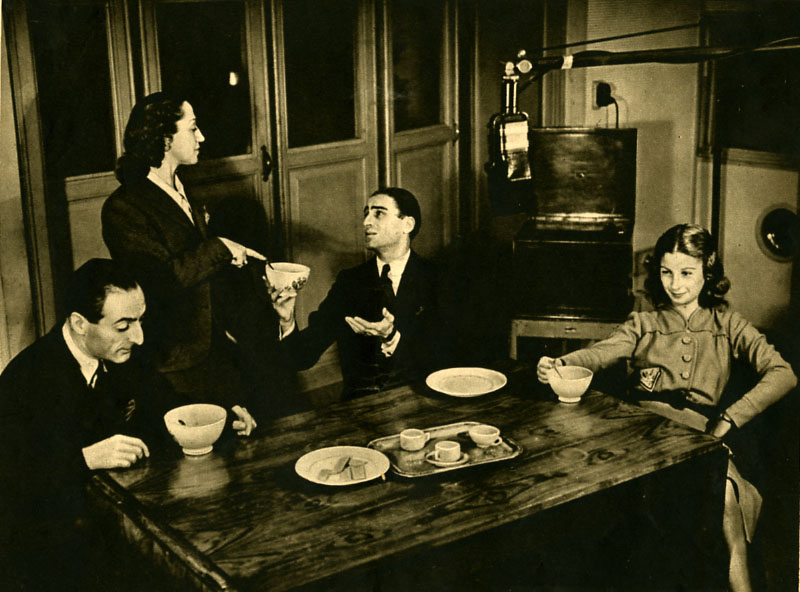
Fernando Farese, Rina Centenaro, Angelo Bizzarri e Diana Torrieri in Questi ragazzi di Gherardo Gherardi 1942 alla radio EIAR

- Tre sorelle di Anton Čechov, regia di Enzo Ferrieri, trasmessa il 19 ottobre 1942.
- Rai
- L'albergo dei poveri di Maksim Gor'kij, regia di Enzo Ferrieri, trasmessa il 20 giugno 1946.
- Vitoria, di Somerset Maugham, regia di Enzo Convalli 27 giugno 1946
- Melisenda per me, di Cesare Meano, regia di Claudio Fino, trasmessa il 6 gennaio 1953
- La vedova, commedia di Renato Simoni, regia di Guglielmo Morandi, trasmessa il 18 aprile 1955.
- Incantesimo, commedia di Philip Barry, regia di Anton Giulio Majano, trasmessa il 11 giugno 1956
- Un'attrice allo specchio, confidenze poetiche di Diana Torrieri, trasmessa nel luglio-agosto 1957.
- L'uccellino azzurro, di Maurice Maeterlinck, regia di Alessandro Brissoni, trasmessa il 12 settembre 1961

## Prosa televisiva Rai
- Il ventaglio, di Carlo Goldoni, regia teatrale di Carlo Lodovici, trasmesso il 12 febbraio 1954.
- Spettri di Henrik Ibsen, regia di Mario Ferrero, trasmessa il 29 ottobre 1954.
- Giacinta, di Luigi Capuana, regia di Eugenio Salussolia, trasmessa il 25 giugno 1956.
- Il piacere di lasciarsi di Jules Renard, regia di Vito Molinari, trasmessa l'11 agosto 1956.
- Ventiquattr'ore felici di Cesare Meano, regia di Claudio Fino, trasmessa il 23 novembre 1956.
- Fedra, di Jean Racine, regia di Sandro Bolchi, trasmessa nel 1957.
- Il litigio, regia di Claudio Fino, trasmessa il 6 settembre 1957.
- Il tunnel, regia di Giacomo Vaccari, trasmessa il 7 gennaio 1958.
- Tana di ladri, regia di Eros Macchi, trasmessa il 11 agosto 1961.
- Marea di settembre, regia di Alessandro Brissoni, trasmessa il 1º novembre 1963.
- Ricordo di due lunedì di Arthur Miller, regia di Sergio Velitti, trasmessa nel 1964.
- Piccole volpi, regia di Vittorio Cottafavi, trasmessa il 12 novembre 1965.
- La donna di fiori, miniserie televisiva con il tenente Sheridan, regia di Anton Giulio Majano, 1965.
- Radici, dall'opera di Arnold Wesker, regia di Maurizio Scaparro, trasmesso il 5 novembre 1971.
- Bambole: scene di un delitto perfetto, regia di Alberto Negrin (1980)

## Filmografia
- Il barone di Corbò, regia di Gennaro Righelli (1939)
- Don Pasquale, regia di Camillo Mastrocinque (1940)
- La primadonna, regia di Ivo Perilli (1943)
- Incontro con Laura, regia di Carlo Alberto Felice (1945)

## Reportage in Brasile
Nell'estate del 1968 fu inviata dalla Rai (Radio2) per un reportage in Brasile; durante il viaggio sulla nave Augustus ebbe modo di conoscere, intervistare e registrare dal vivo due personalità della musica brasiliana come Vinícius de Moraes e Dorival Caymmi.